# Изабелла Пармская
Изабелла Пармская, также Изабелла Бурбон-Пармская (нем. Isabella von Bourbon-Parma; полное имя Изабелла Мария Луиза Антониетта Фердинанда Джузеппина Саверия Доминика Джованна; 31 декабря 1741, Буэн-Ретиро близ Мадрида — 27 ноября 1763, Вена) — инфанта испанская, принцесса Бурбон-Пармская, по мужу — эрцгерцогиня Австрийская, кронпринцесса Венгрии и Богемии.

## Биография
Изабелла Бурбон-Пармская была старшей дочерью испанского инфанта Филиппа и дочери Людовика XV Луизы-Елизаветы. Изабелла любила музыку, играла на скрипке и увлекалась книгами по философии и богословию. Её часто посещали мысли о смерти, особенно после кончины матери в 1759 году. 6 октября 1760 года принцесса была выдана замуж за наследника австрийского престола эрцгерцога Иосифа. Изабелла стала близким другом его сестры Марии Кристины. У двух женщин, казалось[кому?], был романтический лесбийский роман. За несколько лет знакомства Изабелла и Кристина обменялись 200 письмами и «заготовками», живя при одном дворе. Они проводили вместе столько времени, что заслужили сравнение с Орфеем и Эвридикой.
У Изабеллы родилась дочь Мария Тереза (1762—1770), умершая от пневмонии. В 1762 и 1763 году она перенесла два выкидыша, что ухудшило состояние её здоровья и стало причиной глубокой депрессии. 22 ноября 1763 года Изабелла преждевременно произвела на свет дочь, которую назвали Мария Кристина: она прожила всего несколько часов. Изабелла в тот момент болела оспой и умерла через несколько дней.
После смерти жены Иосиф не хотел вступать во второй брак; мать принудила его жениться на Марии Йозефе Баварской, к которой он относился с неприязнью и даже не пришёл на её похороны.